# Maytenus sieberiana
Maytenus sieberiana är en benvedsväxtart som beskrevs av Krug. och Urb. Maytenus sieberiana ingår i släktet Maytenus och familjen Celastraceae. Inga underarter finns listade.